# Periquito-de-cabeça-suja
Periquitão-de-cabeça-fusca ou periquito-de-cabeça-suja (nome científico: Aratinga weddellii) é uma espécie de ave da família dos psitacídeos.
Pode ser encontrada na Bolívia, Peru, Brasil e outros países da América do Sul.